# Districtul Phu Ruea
Phu Ruea (în thailandeză ภูเรือ) este un district (Amphoe) din provincia Loei, Thailanda, cu o populație de 21.182 de locuitori și o suprafață de 880,0 km².

## Componență
Districtul este subdivizat în 6 subdistricte (tambon), care sunt subdivizate în 47 de sate (muban).
| Nr. | Nume      | În thailandeză | Sate | Locuitori |
| --- | --------- | -------------- | ---- | --------- |
| 1.  | Nong Bua  | หนองบัว         | 8    | 5,509     |
| 2.  | Tha Sala  | ท่าศาลา         | 7    | 2,746     |
| 3.  | Rong Chik | ร่องจิก          | 10   | 4,842     |
| 4.  | Pla Ba    | ปลาบ่า          | 7    | 3,226     |
| 5.  | Lat Khang | ลาดค่าง         | 6    | 2,078     |
| 6.  | San Tom   | สานตม          | 9    | 2,781     |